# Cathédrale Saint-Jean-Baptiste d'Alès
Cette  cathédrale n’est pas la seule cathédrale Saint-Jean-Baptiste.
La cathédrale Saint-Jean-Baptiste d'Alès est une église catholique romaine du diocèse de Nîmes. Elle est située à Alès, sous-préfecture du département français du Gard en région Occitanie. Elle était cathédrale jusqu'en 1801.

## Présentation

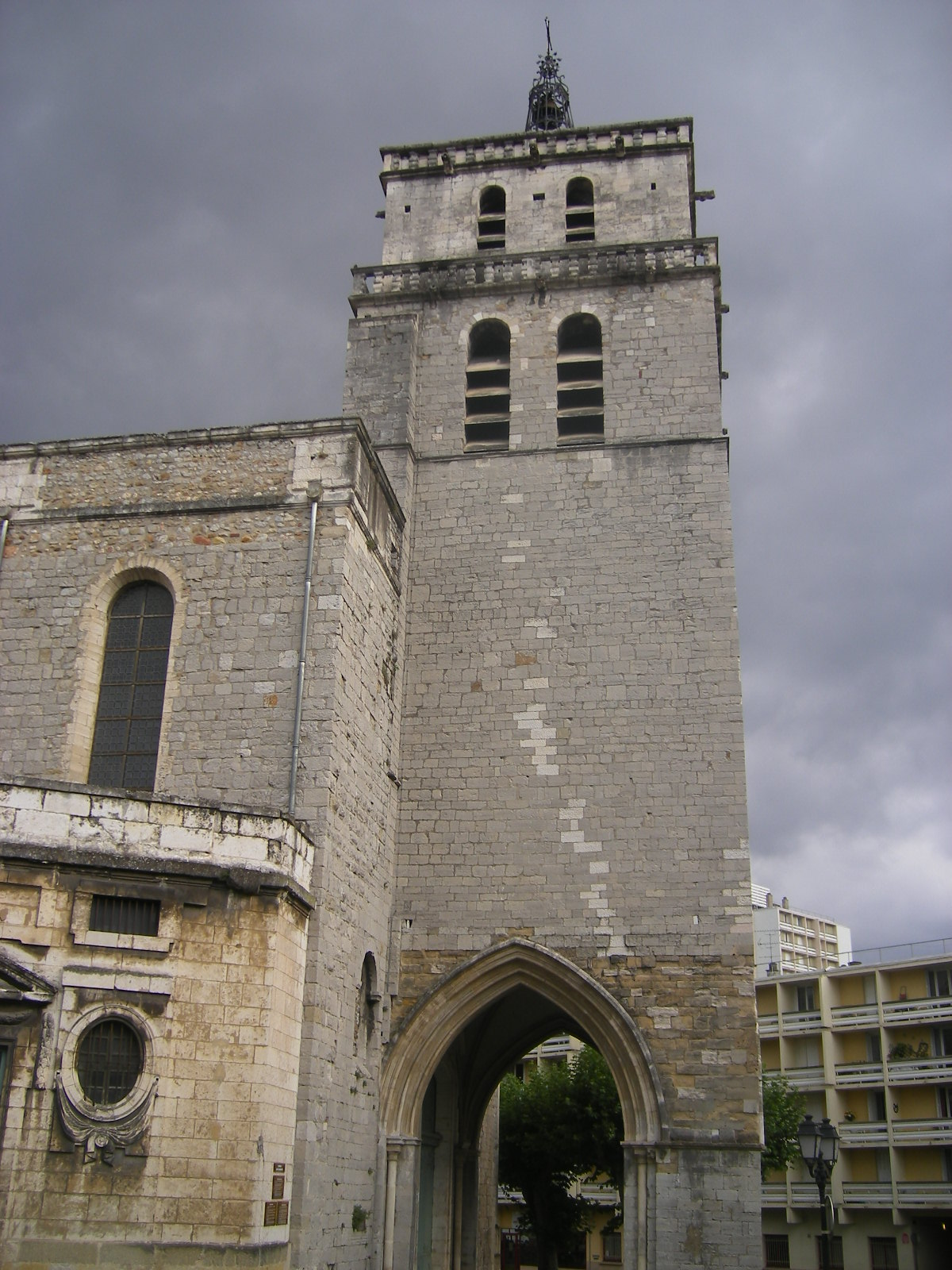
L'église Saint-Jean-Baptiste côtoie les bâtiments modernes.

L'église actuelle est édifiée sur les restes d'une ancienne église carolingienne, elle-même située sur l'emplacement d'un temple gallo-romain.
Le clocher-porche, massive tour carrée, possède  quelques éléments de l'édifice antérieur datant des XIIe et XVe siècles. À l'origine surmonté d'un dôme recouvert de plomb détruit par la foudre en 1775, il est surmonté d'un gracieux campanile en forme de flèche en fer forgé datant de 1776 abritant la cloche des heures. La nef est couverte de voûtes sur croisées d'ogives dont la hauteur atteint 20 mètres et le chœur est entouré d'une imposante colonnade de style Louis XVI (XVIIIe siècle).  
Une haute coupole surmonte la croisée du transept. Les peintures et décors (XIXe) des murs et voûtes  du chœur et de la nef, en très mauvais état, ont été restaurés au cours de deux années de travaux, s'achevant avec la réouverture de la cathédrale, le 7 mars 2020. 
Les guerres de Religion entraînent dans les années 1560 un important iconoclasme qui laisse l'église, qui est alors collégiale et paroissiale, en ruine. Quelques travaux furent menés sous les auspices de la famille de Montmorency, comtes d'Alais. Mais en 1621-22, le conflit entre catholiques et protestants animé par le duc de Rohan entraîne de nouveaux dégâts sur l'édifice. 
En 1629, Louis XIII assiège la ville, alors haut-lieu de la résistance protestante dans les Cévennes, qui capitule après neuf jours. Les huguenots sont autorisés par le roi à partir pour Anduze avec la promesse expresse de ne plus porter les armes contre le roi. Le 28 juin 1629, Richelieu accorde aux protestants la paix d'Alès ou l'Édit de grâce qui leur retirait leurs places fortes mais leur confirmait les garanties religieuses de l'édit de Nantes. Il ne reste alors de l'église que le clocher et quelques murs.
Entre 1633 et 1656, les chanoines lancent une première reconstruction, dans l'esprit du gothique méridional du bâtiment détruit. L'ensemble reste modeste et peu orné, par manque de moyens, dans une région encore dominée par les protestants. Dans le chœur est inhumé en 1684 Jacques de Bérard baron d'Alais, marquis de Montalet comme seigneur et collateur en partie des canonicats de cette église, puis ses descendants.
En 1694, afin de combattre la religion réformée et sur ordre de Louis XIV, le diocèse d'Alès est créé. La ville connaît un regain d'activité architecturale, afin de relever les édifices catholiques. La nouvelle cathédrale, très archaïque, doit être adaptée à ses nouvelles fonctions. Un premier projet de l'architecte Daviller en 1699 ne fut pas réalisé, pas plus que ceux du troisième évêque en 1751. En 1742 le mobilier de l'église est modernisé, un autel à la romaine, avancé vers la nef, remplace l'autel du XVIIe siècle trop petit et isolé dans l'abside, et une grande chaire est installée dans la nef. Ce n'est qu'en 1761 qu'un projet de reconstruction partiel vit le jour, grâce à une décision royale d'y employer une partie des revenus de l'abbaye de Fécamp. Les conflits entre les commanditaires entraînèrent une grande lenteur du chantier. Celui-ci s'ouvre en 1771, selon un parti néo-classique sobre dessiné par les architectes Giral et Donnat, et l'église est consacrée le 7 mai 1780. La nef avait été légèrement reprise pour donner une certaine unité au nouveau décor.
Le dernier évêque, Mgr de Beausset, abandonne son poste pendant la Révolution et le diocèse est supprimé le 29 novembre 1801. Les paroisses du diocèse ont été divisées entre les diocèses d'Avignon et de Mende, puis de Nîmes.
L’édifice fait l’objet d’un classement au titre des monuments historiques depuis le 9 mai 1914.
Sur un autre aspect, la démolition d'une partie du vieil Alès au début des années 1960 a provoqué la construction d'immeubles modernes de styles barres HLM en face même de l'entrée de la cathédrale et sur son flanc ouest. Celle-ci est désormais complètement masquée depuis les quais du Gardon. Cette opération d'urbanisme pour le moins calamiteuse et très contestée a défiguré à jamais le centre de la vieille ville et a créé de véritables verrues architecturales…
Très récemment, l'ensemble a fait en partie l'objet d'une campagne de nettoyage et de restauration des façades extérieures, notamment la belle toiture en demie coupole du chœur désormais protégée des intempéries par une couverture de plomb. Une campagne de réhabilitation de la cathédrale a débuté en l'an 2000 pour permettre une rénovation complète du bâtiment, les travaux se sont achevés en 2020,.

## Le grand orgue
À la suite des guerres de Religion, l'église ne possède plus d'orgue depuis 1622. En 1727, Charles Boisselin, d'Avignon, est chargé de construire l'orgue qu'il achève en 1729. Dès 1782, l'orgue est reconstruit par Jean-François l’Épine qui ajoute le positif de dos. Tous les tuyaux sont neufs, à l'exception de la Montre du Grand-Orgue. Le nouvel instrument est reçu en novembre 1783. Dominique Cavaillé effectue des travaux en 1808-1809.
En 1860, le facteur Théodore Puget effectue une restauration. La mécanique et les sommiers sont refaits à neuf, le Récit est enfermé dans une boîte expressive et le nombre de jeux est porté à 28. Seuls les sommiers de Pédale seront préservés. Puget conserve aussi la plus grande partie de la tuyauterie de l'Épine qu'il réharmonise.
Devenu presque injouable vers 1930, Bossier effectue, en 1938, une restauration contestable de l'instrument qui fut endommagé par la foudre.
La partie instrumentale de l'instrument datant du XVIIIe siècle est classée « monument historique » en juillet 1962. Le buffet de Boisselin est classé en mars 1971. En 1973, la restauration est confiée à Alain Sals, de Malaucène, qui aboutit à la mise en place d'un instrument dont la composition se situe dans la tradition de l'orgue polyphonique. L'instrument restauré est inauguré le 19 mai 1979 par André Isoir. 
Aujourd'hui, le Grand-Orgue se compose de la façon suivante : 
| Pédale :    | Grand-Orgue : | Positif de dos : | Récit (expressif) | Autres      |
| ----------- | ------------- | ---------------- | ----------------- | ----------- |
| Flûte 16'   | Montre 8'     | Principale 8'    | Bourdon 8'        | Acc G-O/Pos |
| Flûte 8'    | Bourdon 8'    | Bourdon 8'       | Flûte 4'          | Tirasse G-O |
| Tompette 8' | Prestant 4'   | Prestant 4'      | Quarte 2'         |             |
| Clairon 4'  | Flûte 4'      | Doublette 2'     | Tierce            |             |
|             | Doublette 2'  | Plein Jeu IV     | Nazard            |             |
|             | Nazard        | Cromorne 8'      | Hautbois 8'       |             |
|             | Tierce        |                  | Trompette 8'      |             |
|             | Plein-Jeu V   |                  |                   |             |
|             | Cornet V      |                  |                   |             |
|             | Trompette 8'  |                  |                   |             |
|             | Clairon 4'    |                  |                   |             |